# GIGA (アダルトビデオ)
GIGA（ギガ）は、日本のアダルトビデオメーカー。特撮・ヒロインものなどの作品を得意とする。
キャッチコピーは「GIGA For FREEKS!」。
東京（秋葉原）と大阪に直販店「ヒロイン特撮研究所」を持つ。

## 概要
1995年（平成7年）6月に設立されたインディーズ系アダルトビデオメーカー。初期にはスカトロものを主に手がけていたが凌辱、拷問を経たのちに1998年（平成10年）頃から特撮ヒロイン市場を開拓した。
AV業界では特撮ものは制作コストがかさむことから敬遠されがちだったが、GIGAはテレビなどの特撮ものの意匠を巧みに取り入れ、コンスタントに作品を発売することでマニアックな固定客を獲得。他のレーベルの作品が3000円程度であるのに対してGIGAは11000円という高い価格設定でありながら安定した売り上げを誇り、この分野において成功したと言える唯一のメーカーとなった。物語としては強い女性が敵に捕まって拷問や陵辱を受けるというSMの王道でありながらも、手枷足枷拘束中心で縄緊縛をほとんど行わず（縄師も使わない）、女優もSMとは違うカテゴリとしてキャスティングしている。その代わり光学合成などの映像効果、着ぐるみやギミック、小道具といった特撮の構成要素を重視し、さらにアクションでも殺陣師を導入するなど単なるコスプレ作品との差別化に力を入れている。また、通常のSMものAVはヒロインが監禁拘束されてからの描写がメインだが、その前段階、格闘の中で苦戦し暴力を受ける描写が長い（そこをメインに謳うシリーズもある）ことも特徴である。
反面、性行為で擬似本番が多く内容もポルノ映画の濡れ場に近い。それどころかそれ自体皆無の作品も多々存在する。また作品の性質上そもそもヒロインの相手が人間ですらないことも多く、ディルドやペニスバンドを装着した着ぐるみの怪人や触手に見立てたバイブなどおよそ一般的なAVの絡みとはかけ離れていた。2010年（平成22年）頃から演技力に定評のあるAV男優の起用が増えたことで絡みでも本番が定着、現在は作品全体のクオリティの高まりや人気女優の出演もあってAVとして受け入れやすいものとなっている。
この他、関連レーベルに「マスク剥ぎ」「電気ショック」など特殊な性的嗜好に対応した作品を制作するギャロップ（GALLOP）、女優にグラビアアイドルを起用し内容もアダルト性を薄めてR15～全年齢を対象としたZENがある。かつてのGIGAレーベルの屋台骨を支えていたスカトロものやマニアックな作品については、2007年（平成19年）7月、新レーベルのゼウス(ZEUS)として独立したが、2013年（平成25年）2月で公式サイトを閉鎖、GIGAに統合された。スカトロマニア向けにはGIGAとは別料金の定額制サービス、SUKAヒロインチャンネルが用意されている。また一時閉鎖になっていたギャロップ公式サイトが再開された。
2015年には設立20周年を迎え、これまでの歩みを振り返る記念映像やインタビューが公開された。
また、設立25周年となる2020年は、監督やスタッフの思い出に残る作品を紹介する企画「GIGA思い出セレクション」が公開された。
2017年より、ユーザー投票によってその年の1位を決めるギガデミー賞を開催。同年「JAE2017」で行われたギガ　スーパーヒロインアクションショーをきっかけに、2018年より撮影会などを合わせた舞台ショー「ギガヒロインショー」を不定期で開催している。
かねてより販促の一環としてアダルト要素を抜いた切抜き動画をYouTubeにあげていたものの、海外や特撮ファンに需要があると判断し、2021年6月11日よりYouTubeチャンネル「ギガ特撮チャンネル」を設置。連続特撮ドラマ『救星戦隊ワクセイバー』をYouTubeにて配信スタート。第1話は2022年8月現在で約80万回再生を記録した。5話まで全年齢対象作品として配信。最終話部分にアダルト要素を加えたパッケージ作品として発売された。2021年10月29日に都内でヒーローショー＆撮影会「救星戦隊ワクセイバー祭」を開催。「ギガ特撮チャンネル」作品は一般俳優を積極的に起用している。

## 主なキャラクター・シリーズ

### キャラクター
以下はおおまかな分類であり、複数にまたがるものもある。
- 魔法少女系（セーラー戦士シリーズ、メルピュア、フォンテーヌ、美少女仮面オーロラなど）
- スーパー戦隊もの（超人戦隊バードファイブ、電撃戦隊パーフェクトレンジャーなど）
- アメコミ系ヒロイン（SUPERLADY、ワンダーレディなど）
- 巨大ヒロイン（グレートレディ、ファイヤーウーマンなど）
- SF系捜査官・賞金稼ぎ（宇宙特捜アミー、バウンティーハンターなど）
- 時代劇もの（忍者/くの一や巫女を扱ったもの）
- サイボーグ、改造人間（コスプレイダー、電波レディー ビーグル、仮面セイバーなど）
- 特殊能力を使わない正統派ヒロイン（セ・リーヌの星、セクシー仮面など）
- 独自発想（ガデスやセンジュリアンなど）
- その他

作品及び登場するキャラクターは自社考案のオリジナルもあるが、大半は既存の特撮やアニメ、ゲーム作品をモチーフにするか何らかの影響を受けている。おおむねオマージュと呼べる範囲に収まっているものの、中には販売中止となった作品も存在する。
フォンテーヌなど、人気のキャラクターは複数の作品において、同じ名前かつほぼ同じコスチュームで登場するが、スターシステム的な扱いであり、同じキャラクターが出ていると言うだけで、ストーリー上の繋がりは全くないパラレルワールドである。
また、同じキャラクターであっても、演じる女優は作品毎に異なっている。
ごく少数だがストーリー上の繋がりが有る作品も有るが、その様な場合でさえ、同じキャラクターを演じる女優が異なっていることがある（例えば、魔法仮面マジカルマスク 第一巻～第三巻は、ストーリー上は繋がっているが、マジカルマスクを演じる女優は全て異なっている）。逆に、好評を得た女優が同じキャラクターで別々の設定の物語を何本も演じ続けたり（川上ゆうのセクシー仮面など）、同一女優で三部作をいったん完結とうたいながらも同じキャラクターでさらに4本も外伝的に作られた野中あんりのチャージマーメイドシリーズの例もある。
また、ほぼ同じ容姿だが異なる名前で呼ばれていたり、名前は同じだが容姿が微妙に異なっていたり、名前の前に付く修飾語が異なっていたり（魔法美少女戦士フォンテーヌ、美熟女仮面フォンテーヌ、など）など様々なバリエーションがある。なおストーリーの大半はヒロインが拷問や陵辱を受け最終的に屈服・敗北するバッドエンドであるが、少数ながらハッピーエンドの作品もリリースされている。
筆者が数えたところ、シリーズは合計40以上あるものの、その多くが監督退役、ブランドの入れ替わりにより消滅している。（例　TOY BOxx、ZEUS、帰ってきたスーパーヒロインなど)

### シリーズ
- スーパーヒロイン危機一髪
- ドミネーション系（ヒロイン討伐、ヒロイン洗脳など）
- 黒き魔装の誘惑
- 非変身ヒロイン
- 悪の組織開発計画
- 憧れ戦隊ヒロインを下僕化
- ヒロインイメージファクトリー（イメージビデオ）
- その他

ギガ特撮チャンネルシリーズ
- 救星戦隊ワクセイバー（2021年7月2日 - 7月30日：全5話）
- 獣甲特装ディノベイター（2021年8月20日 - 9月10日：全4話）
- あやかし討滅伝コウガイガー（2021年9月17日 - 10月8日：全4話）
- 救星戦隊ワクセイバー SEASON2（2021年10月29日 - 11月19日：全4話）
- 魔法美少女戦士フォンテーヌ（2021年12月3日 - 12月24日：全4話）
- バトルプリンセス スパンデクサー（2022年4月29日 - 5月20日：全4話）[7]
- 聖輝戦隊プリズムスリー（2022年7月22日 - 8月12日：全4話）
- 怪獣戦隊ジュウカイザー (2022年12月9日 - 2023年1月27日：全12話）
- 巨大ヒーロー ヴィクトリアス（Gigantic Hero Victorious）（2023年3月17日 - 4月7日：全4話）
- あやかし討伐伝 コウガイガー 天魔党編（2023年9月22日 - 10月13日：全4話）
- 阿仁丸戦隊ジンジュウガー（2024年1月26日 - 2月22日：全4話）
- カットバースト（2024年8月2日- 8月23日：全4話）
- スーパーヒロインレンジャーズ 絶体絶命SP （2024年11月8日- 11月29日：全4話）
- 救星戦隊ワクセイバー スペシャル（2025年2月14日 - ）

消滅したシリーズまたはレーベル
- スーパーヒロイン危機一髪!!SP（2005年1月を最後に終了)
- 悪のスーパーヒロイン危機一髪!!（2006年10月を最後に終了)
- 悪のスーパーヒロイン危機一髪!!SP（2004年12月を最後に終了)
- ZEUS（2008-2013)
- ギャロップ（2005-2010)
- TOYBOxx（スティーブン N ジョーンズJr.のレーベル　2013-2015)

など

## 監督
- 坂田徹(さかた とおる)
  - 2010年、2011年のG1グランプリの勝利者
  - 2022年ギガデミー賞の勝利者
- 式正義(しき まさよし)
- 羹灼(かんしゃく)
  - CYCLONEシリーズの制作者
  - 2012年、2013年、2021年、2022年、2023年のG1グランプリの勝利者
- 宇那月、(うなづき、)
  - 旧名:美女木屋八月。
  - 2009年、2016年、2020年のG1グランプリの勝利者
  - 2020年、2021年、2024年のギガデミー賞の勝利者
- 川森重(かわもり しげ)
- 陣寺甚多(じんじ じんた)
  - 『アモルファスライナー GODDESS』の制作者
  - 2014年、2015年、2017年、2018年、2024年のG1グランプリの勝利者
  - 2018年ギガデミー賞の勝利者
- 長谷川忠行(はせがわ ただゆき)
  - 2019年G1グランプリの勝利者。
  - 2017年、2019年ギガデミー賞の勝利者
- 壬生乃(みぶの)
- 特異点心(とくいてんしん)
  - 2023年ギガデミー賞の勝利者

監督を退役した人物
- シュワルゼン3世（当初は佐藤友昭名義で路線立ち上げ時のメイン監督であった）
- 肥前嬉介(ひぜん きすけ)
- 太造
- 鬱ノ宮一生(うつのみや いっせい)
- 夢童子(ゆめどうし)
- 大和太郎（アクション監督）
- みのーる。（『GIGA IN AMERICA』シリーズの制作者）
- むさしのたろう
- 竜二（GODシリーズの制作者）
- スティーブン・N・ジョーンズ Jr（TOI BOXXシリーズの制作者）
- 須賀登呂(すが のぼる)
- ふきだまり
- ヨコペディア

死去した監督
- 六機崇(むつき たかし)[8]

## ギガデミー賞
- GIGADEMY AWARD 2017
  - 最優秀作品賞「星海戦隊カイザーファイブ 美しき生贄」(長谷川忠行)
  - 最優秀女優賞「原美織」
- GIGADEMY AWARD 2018
  - 最優秀作品賞「聖心特装隊セイントフォース3 ～試される、聖女の絆～」(陣寺甚多)
  - 最優秀女優賞「蓮実クレア」
- GIGADEMY AWARD 2019
  - 最優秀作品賞「美少女仮面オーロラVS絶倫怪人ゼツリンガー ～肉便器に堕とされた聖なる乙女～」(長谷川忠行)[9]
  - 最優秀女優賞「桐山結羽」[10]
- GIGADEMY AWARD 2020
  - 最優秀作品賞「PLATINUM魔法美少女戦士フォンテーヌ ドーピング・レイパーの罠」(宇那月、)[11]
  - 最優秀女優賞「桐山結羽」[12]
- GIGADEMY AWARD 2021
  - 最優秀作品賞「騎神戦隊レジェンミラー ホワイトユニコーン陥落」(宇那月、)[13]
  - 最優秀女優賞「渚みつき」[14]
- GIGADEMY AWARD 2022
  - 最優秀作品賞「ヒロイン白目失神地獄30 美聖女戦士セーラーフリージア」(坂田徹)[15]
  - 最優秀女優賞「天馬ゆい」「東條なつ」[16]
- GIGADEMY AWARD 2023
  - 最優秀作品賞「New Tale's 新・テイルズ戦士 episode_01」(特異点心)[17]
  - 最優秀女優賞「若宮穂乃」[18]
- GIGADEMY AWARD 2024
  - 最優秀作品賞「セーラーヒロイン淫紋・侵蝕・連鎖堕ち[淫紋編]」(宇那月、)[19]
  - 最優秀女優賞「及川うみ」[20]